# Bandtångsväxter
Bandtångsväxterna (Zosteraceae) är en familj enhjärtbladiga växter av ordningen Alismatales.
Äldre taxonomi räknade bandtångsväxterna till ordningen Zosterales
Familjen anses innehålla tre släkten med 18 havslevande arter. Arterna är perenna. De växer på rot med bladen under vattenytan.